# Eucaterva tymax
Eucaterva tymax är en fjärilsart som beskrevs av Druce 1898. Eucaterva tymax ingår i släktet Eucaterva och familjen mätare. Inga underarter finns listade i Catalogue of Life.